# Kościół Nawiedzenia Najświętszej Marii Panny w Boušínie
Kościół Nawiedzenia Najświętszej Marii Panny w Boušínie (cz. Kostel Navštívení Panny Marie v Boušíně) – barokowy, rzymskokatolicki kościół farny w gminie Slatina nad Úpou w powiecie Náchod.

## Historia
Według proboszcza Josefa Myslimíra Ludvíka kościół został założony w 2 poł. XII w. przez Bogusza Brodatego, kasztelana kłodzkiego. Z całą pewnością wiemy, że w połowie XIII. w. istnieją parafie w Boušínie, w Rtyni v Podkrkonoší i Úpici.
Pierwsza wzmianka pisemna dotycząca drewnianej świątyni pochodzi z 1350 r. Pierwszym proboszczem był tutaj Jetřich (Theodosius, Dětřich, zmarł 1358), krewny arcybiskupa Arnošta z Pardubic, który koło 1375 roku był proboszczem boušínskim Albrecht ze Skalice.
Większość źródeł podaje, że drewniany kościół został spalony i zniszczony przez husytów w 1424 r., kiedy Jan Žižka z Trocnova z wojskiem hradeckim pokonał pod Czeską Skalicą 6 stycznia żołnierzy panów katolickich - Jana Městeckiego z Opočna, Půtę z Častolovic, Hynka z Cervenej Hory oraz Arnošta z Černčic. Nie jest też wykluczone, że tak się stało dopiero w 1427 r., kiedy husyci oblegali bliski zamek Červená Hora. Parafia przestała istnieć w XVI w.
Według niektórych zapisów, zwłaszcza proboszcza Josefa Myslimíra Ludvíka, nowy drewniany kościół w 1464 r. zbudował Jan Litobořský z Chlumu a na Turyni. Miał być wyrazem wdzięczności za cudowne wyleczenie jego głuchoniemej córki, która po napiciu się wody boušínskiej odzyskała znowu głos i słuch. To wydarzenie opisała Božena Němcová w powieści Babunia (Babička). Od tego wydarzenia Boušín stał się sanktuarium maryjnym.

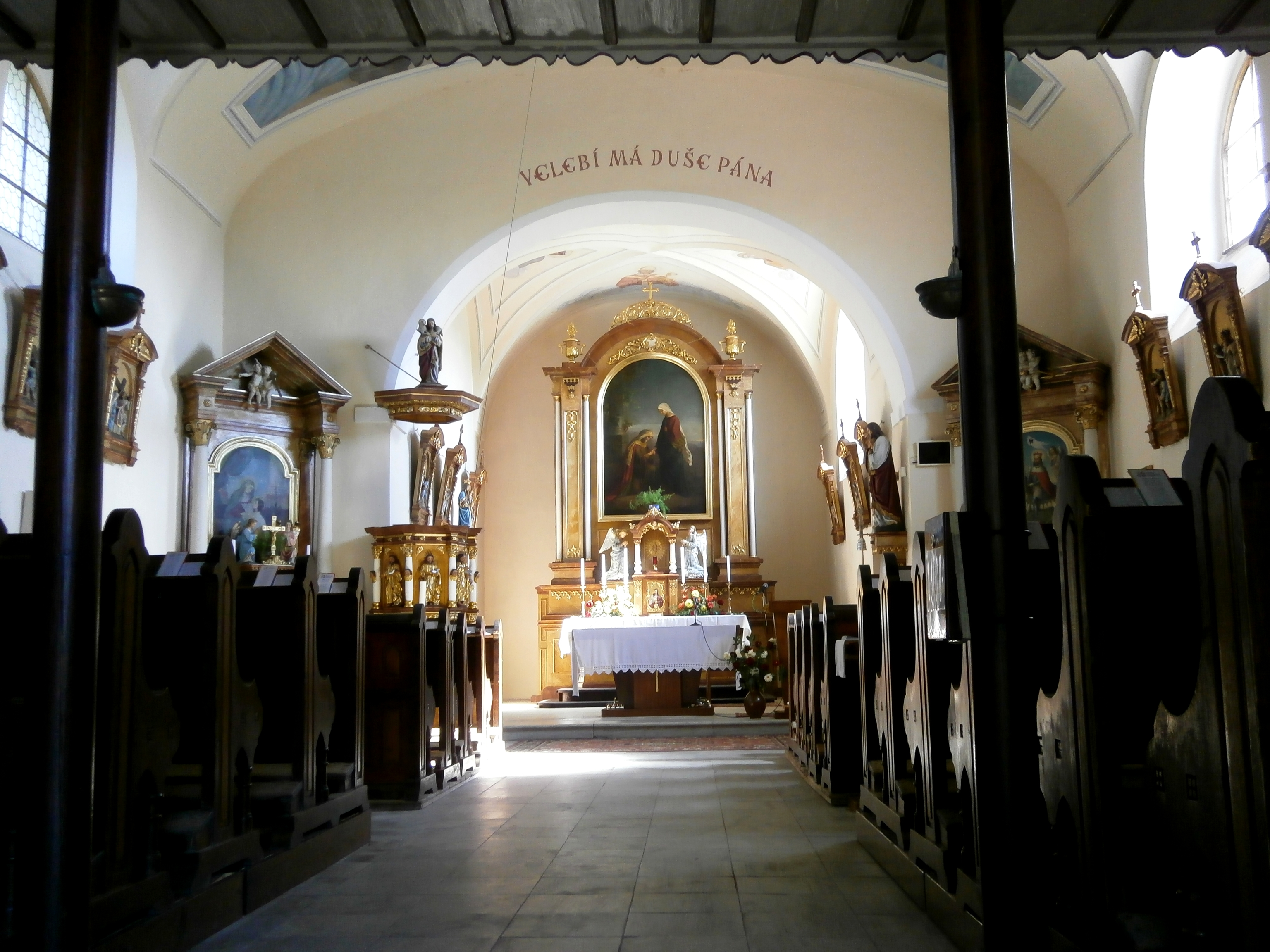
Wnętrze kościoła Nawiedzenia Najświętszej Marii Panny

W latach 1625–1663 zarządzał parafią dziekan náchodski i po ustanowieniu parafii w Českiej Skalicy został Boušín włączony do tej parafii.
Na ruinach starego drewnianego kościółka został w latach 1682-1692 zbudowany nowy murowany budynek z dzwonem „Sanktusník“. Jego budowniczym był książę Lorenzo Piccolomini de Aragona, właściciel nachodskich posiadłości ziemskich. W 1695 r. podarował kościołowi srebrną lampę. Kościół ten jest zachowany w niezmienionej formie aż do dzisiejszego dnia.
Wdowa założyciela kościoła, księżna Anna Viktoria Piccolomini wybudowała w latach 1728-1730 murowany budynek plebanii i umieściła w nim pierwszego nowoczesnego boušínskiego proboszcza Jerzego Milotę.
Tutaj działał w latach 1848-1850 patriotyczny ksiądz i pierwszy kronikarz Náchoda Josef Myslimír Ludvík, który został we wrześniu 1848 zaatakowany i okradziony przez bandę miejscowych rabusiów braci Špetlów.
Z oryginalnego wyposażenia kościoła przetrwała tylko ambona z rzeźbami świętych ewangelistów: Mateusza, Marka, Łukasza, Jana i chrzcielnica cynowa z końca XVII w. (naprawiona w latach 1838 i 1883). Inny sprzęt jest z połowy i końca XIX w. Obraz „Nawiedzenia Najświętszej Marii Panny“ do ołtarza głównego namalował malarz Gustav Vacek z Červenego Kostelca.
Dawniej służyła jako wejście do kościoła mała boczna sala, w której później został umieszczony Grób Boży, miejsce, gdzie wystawia się Najświętszy Sakrament.
Jesienią 1905 kościół uzyskał nowe organy. W lutym 1909 został kościół celem złodziei, którzy okradli skarbonkę. 4 lata później został na cmentarzu wzniesiony budynek dla zmarłych oraz naczynia dla grabarza. Także odbywały się spotkania w sprawie rozszerzenia cmentarza, które zaczęły się jeszcze w 1909 r. W 1915 r. zostały zamontowane nowe ławki, których wyprodukowano w stolarstwie Augustina Bergra w Slacinie nad Úpą.
Kolejni złodzieje włamali się do kościoła 11 lutego 1919. Podobnie jak ich poprzednicy nie mieli szczęścia, więc zabrali tylko złote guziki i różne ubrania religijne. W grudniu 1925 proboszcz zamówił nowy dywan.
Dużą zmianą była naprawa tynku kościoła oraz jego odmalowanie w 1928 r. Rekonstrukcje kościoła kontynuowane było także podczas okupacji niemieckiej. W czerwcu 1942 r. odbyła się wymiana pokrycia dachowego, nowa naprawa tynku oraz odmalowanie.
7 lipca 1946 odbyło się na Boušínie ważne wydarzenie - pielgrzymka narodowa pod hasłem: „Kłodzko było nasze, dlatego należy do nas“, którą odwiedził minister spraw zagranicznych Jan Masaryk.

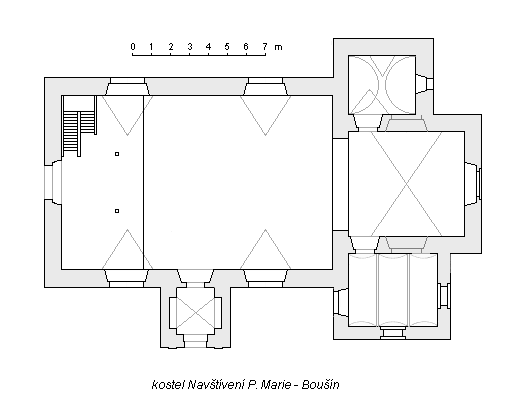
Plan kościoła

W 1948 r. został usunięty drewniany gzyms z rzeźbionych kolumn drewnianych a na jego miejscu zainstalowany gzyms żelazny. W maju 1967 zostało oficjalnie dozwolone Święto Bożego Ciała i w następnym roku został naprawiony tynk. W 1969 r. został tutaj przeprowadzony pierwszy koncert organowy oraz nowy rok przyniósł nowe meble. W 1982 r. doszło do usunięcia wilgoci oraz czyszczenia fasady.
Od 1950 r., kiedy proboszcz Josef Blahník został przeniesiony do Starego Města u Trutnova, parafia jest administrowana z Červenego Kostelca. 3 maja 1958 kościół chroniony jest jako zabytek kultury Republiki Czeskiej.
31 lipca 1991 został powołany na administratora parafii Marian Lewicki, po 45 latach bez stałego duchownego zarządcy. W październiku zostały skradzione różne statuetki oraz mały krzyż. W następnym roku zostały znalezione i wróciły z powrotem na swoje miejsce. 20 września 1992 odbyły się obchody jubileuszowe 300-lecia kościoła. Pierwszy generalny remont organy z 1905 r. przeszły w latach 1994-1995. W 1999 r. została zakończona renowacja ambony barokowej z 1690 r., w 2000 r. zakończyła się odbudowa muru cmentarnego i w 2002 r. ruszył remont dachu. 7 września 2002 odbył się pierwszy koncert beneficjalny a tradycja ta trwa do dziś.